# Ibn Usfur
Abu-l-Hàssan Alí ibn Mumin ibn Usfur, més conegut simplement com a Ibn Usfur, fou un gramàtic andalusí del segle xiii nascut a Sevilla el 1200 i mort a Tunis el 1271.
Va estudiar amb el cèlebre gramàtic aix-Xalawbin; després va anar a Tunísia i va servir els hàfsides.